# Маси

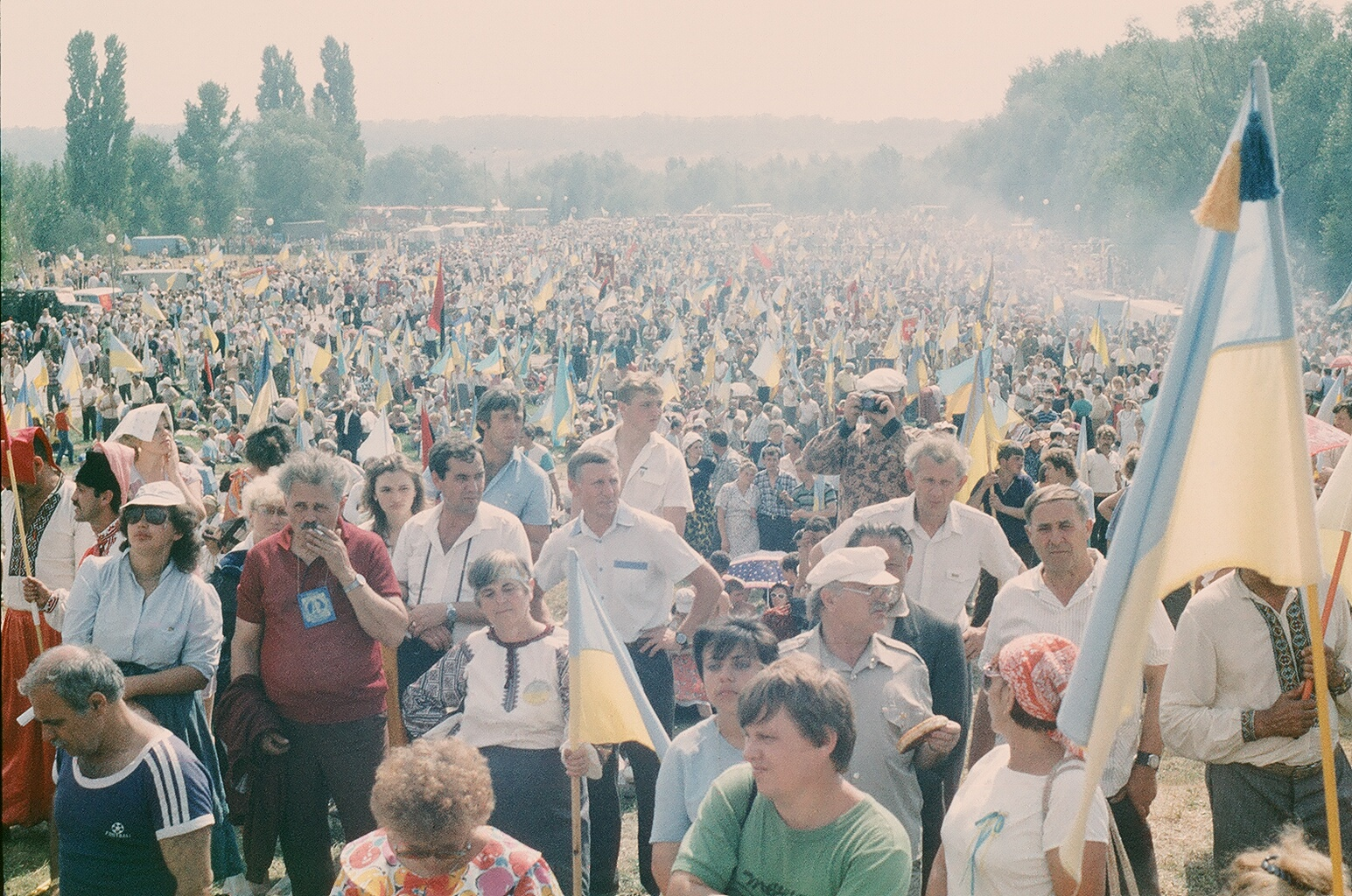
Мітинг Народного Руху України у Запоріжжі. 5 серпня 1990 р. Понад 300 тис. учасників.

Маси — це велика кількість людей, які певний час перебувають у безпосередньому контакті (наприклад, пікет, маніфестація, мітинг, демонстрація). Термін «маси» в суспільствознавстві вперше з'являється в контексті аристократичної критики соціальних змін в XVII—XIX ст. Першим теоретиком мас в кінці ХІХ ст. став Г. Лебон.
Головна відмінність мас від класично виділених соціальних груп, пластів, класів і верств суспільства полягає в наявності особливої, самопороджуваної, неорганізованої і погано структурованої масової свідомості.
Масова свідомість — один з видів суспільної свідомості, найреальніша форма його практичного існування та втілення.
На відміну від класичних груп, стійких і структурованих, маси виступають як тимчасові, функціональні спільності, різнорідні за складом, не об'єднані значимістю психічних переживань залучених до них людей. До головних особливостей, що розрізняють маси між собою, належать їхні розміри, стійкість їх існування в часі, ступінь компактності їх знаходження в соціальному просторі, рівень згуртованості чи неуважності, переважання факторів організованості або стихійності у виникненні маси.
Маси завжди мінливі і ситуативні. Її психологія визначається масштабом подій, що викликають загальні психічні переживання. Масова свідомість може поширюватися, захоплюючи все нових людей з різних класичних груп, а може і звужуватися, зменшуючи розміри маси.
Масова поведінка (у тому числі і стихійна) (англ. collective behavior) — це термін політичної психології, яким позначають різні форми поведінки великих груп людей, натовпу, циркуляції чуток, паніки і інших масоподібних політичних явищ. Масова стихійна поведінка найчастіше є масовою реакцією людей на політичну кризу і нестабільність. Для цієї реакції характерне переважання ірраціональних, інстинктивних відчуттів над усвідомленими і прагматичними.
Поведінка людини в натовпі суттєво відрізняється від її поведінки в інших формах масових явищ. Натовп, на відміну від маси, — це конкретна соціальна група. Люди у натовпі, вступаючи у тісний контакт один з одним, змушені особливим чином взаємодіяти.
Натовп поділяється на:
- окказіональний (від лат. occasionalis — випадковий) — множина людей, які зібралися з приводу несподіваної вуличної події. Домінуюча емоція — цікавість;
- конвенціальний (від лат. conventionalis — умовний) — збирається з приводу наперед оголошеної події: мітинг, концерт зірок естради, футбольний матч і т. д. Тут переважає більш організований і направлений інтерес;
- експресивний (від лат. expressionalis — виразовий) — що ритмічно виражає ту або іншу емоцію: радість, ентузіазм, протест, горе і т. д.;
- діючий — найнебезпечніший різновид натовпу, в якому продукують агресія, паніка, божевілля.